# Sint-Truidense V.V.
Koninklijke Sint-Truidense Voetbalvereniging (phát âm tiếng Hà Lan: [ˈkoːnɪŋkləkə sɪnˈtrœydə(n)sə ˈvudbɑlvərˌeːnəɣɪŋ]), thường được gọi là Sint-Truiden hoặc STVV (phát âm tiếng Hà Lan: [ɛsteːveːˈveː]),. là một câu lạc bộ bóng đá Bỉ đặt trụ sở tại thành phố Sint-Truiden, tỉnh Limburg. Câu lạc bộ tham gia giải vô địch bóng đá Bỉ từ mùa bóng 1994-95.

## Cầu thủ

### Đội hình hiện tại
Tính đến ngày 1/2/2024
Ghi chú: Quốc kỳ chỉ đội tuyển quốc gia được xác định rõ trong điều lệ tư cách FIFA. Các cầu thủ có thể giữ hơn một quốc tịch ngoài FIFA.
| Số | VT | Quốc gia   | Cầu thủ                               |
| -- | -- | ---------- | ------------------------------------- |
| 1  | TM | Nhật Bản   | Zion Suzuki                           |
| 2  | HV | Nhật Bản   | Ryoya Ogawa (mượn từ FC Tokyo)        |
| 6  | TV | Nhật Bản   | Rihito Yamamoto (mượn từ Gamba Osaka) |
| 7  | TĐ | Mauritanie | Aboubakary Koita                      |
| 8  | TV | Nhật Bản   | Joel Chima Fujita                     |
| 11 | TĐ | Đức        | Fatih Kaya                            |
| 12 | TM | Bỉ         | Jo Coppens                            |
| 13 | TV | Nhật Bản   | Ryotaro Ito                           |
| 14 | TV | Bỉ         | Olivier Dumont                        |
| 15 | TĐ | Hoa Kỳ     | Kahveh Zahiroleslam                   |
| 16 | TV | Bỉ         | Matte Smets                           |
| 17 | TV | Bỉ         | Mathias Delorge                       |
| 18 | TV | Bỉ         | Jarne Steuckers                       |
| 20 | HV | Bỉ         | Rein Van Helden                       |

| Số | VT | Quốc gia | Cầu thủ                |
| -- | -- | -------- | ---------------------- |
| 22 | HV | Bỉ       | Wolke Janssens         |
| 23 | TV | Ghana    | Joselpho Barnes        |
| 24 | HV | Bỉ       | David Mindombe         |
| 25 | HV | Bỉ       | Tristan Teuchy         |
| 27 | HV | Togo     | Frederic Ananou        |
| 30 | TĐ | Nhật Bản | Shinji Okazaki         |
| 31 | HV | Bỉ       | Bruno Godeau           |
| 33 | HV | Bỉ       | Alouis Diriken         |
| 35 | TM | Bỉ       | Siemen Buvé            |
| 51 | TM | Bỉ       | Matt Lendfers          |
| 53 | TĐ | Bỉ       | Adam Nhaili            |
| 60 | HV | Bỉ       | Robert-Jan Vanwesemael |
| 77 | HV | Pháp     | Eric Bocat             |
| 91 | TĐ | Bỉ       | Adriano Bertaccini     |

### Cho mượn
Ghi chú: Quốc kỳ chỉ đội tuyển quốc gia được xác định rõ trong điều lệ tư cách FIFA. Các cầu thủ có thể giữ hơn một quốc tịch ngoài FIFA.
| Số | VT | Quốc gia | Cầu thủ                                           |
| -- | -- | -------- | ------------------------------------------------- |
| —  | TĐ | Nhật Bản | Daichi Hayashi (tại 1. FC Nürnberg đến 30/6/2024) |

### Cầu thủ nổi tiếng
- Thập niên 1960: Odilon Polleunis, Eddy Lievens
- Thập niên 1970: Alfred Riedl (1972)
- Thập niên 1980: Jong-Wong Park, Wilfried Van Moer
- Thập niên 1990: Marc Wilmots, Anders Nielsen, Gunther Verjans, Peter Van Houdt, Patrick Goots, Gaëtan Englebert, Mladen Rudonja, Peter Delorge
- Thập niên 2000: Danny Boffin, Désiré Mbonabucya, Michaël Goossens

## Huấn luyện viên nổi tiếng
- Thập niên 1950: Raymond Goethals (1959)
- Thập niên 1980: Wilfried Van Moer
- Thập niên 1990: Barry Hulshoff
- Thập niên 2000: Jacky Matthijssen, Marc Wilmots

## Thành tích
- Giải vô địch bóng đá Bỉ:
  - Hạng nhì (1): 1965-66
- Giải vô địch bóng đá hạng hai Bỉ:
  - Vô địch (2): 1986-87, 1993-94
  - Hạng nhì (1): 1956-57
- Cúp bóng đá Bỉ:
  - Hạng nhì (2): 1970-71, 2002-03
- Cúp liên đoàn bóng đá Bỉ:
  - Vô địch (1): 1997-98

## Cúp châu Âu ( Châu Âu)
Tính đến tháng 3 5, 2006:
| Giải          | A | B | C | D | E | F  | G |
| ------------- | - | - | - | - | - | -- | - |
| Cúp Intertoto | 2 | 8 | 5 | 0 | 3 | 15 | 8 |

A = lần tham dự, B = số trận, C = thắng, D = hoà, E = thua, F = bàn thắng, G = bàn thua.